# Индийско-панамские отношения
 Индийско-панамские отношения — двусторонние дипломатические отношения между Индией и Панамой.
Панама — первая страна в Центральной Америке, где в 1973 году в Индии было создано постоянное посольство. У Панамы есть посольство в Нью-Дели и генеральное консульство в Мумбаи.

## История

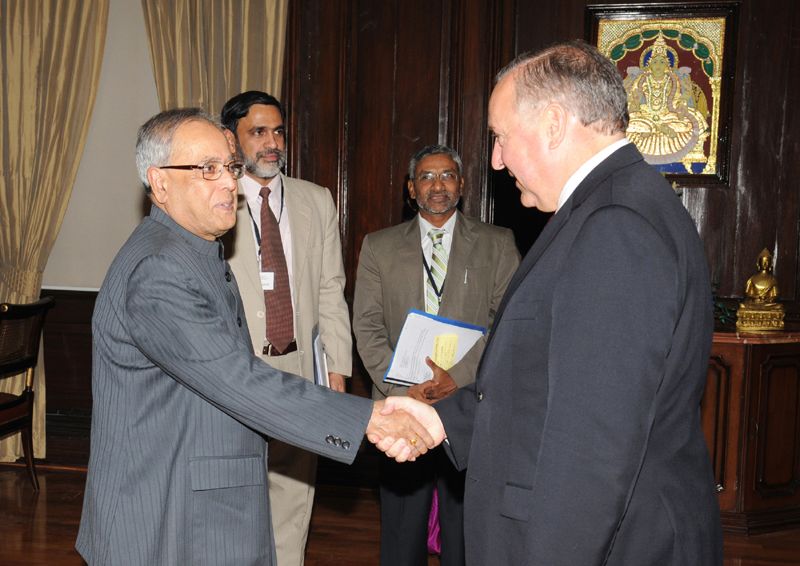
Встреча министров финансов Альберто Валларино Климента и Пранаба Мукерджи в Нью-Дели в 2010 году.

Индийско-панамские связи являются старейшими в центральноамериканском регионе, начиная с середины 19 века, когда группы индийцев, в частности сикхские иммигранты, приехали в Панаму, чтобы работать на строительстве железных дорог Панамы, а затем Панамского канала в начале 20 века.
В Панаме проживает около 8000 индийцев, в том числе индийского происхождения, что составляет наибольшую концентрацию зарубежных индийцев в Центральной Америке. Индийская община, преимущественно из Гуджарата, в основном занимается оптовой и розничной торговлей.
Гурдвара была построена в 1986 году в Панаме при некоммерческой организации «Сосьедад Гуру Нанак», чтобы служить местом поклонения для сикхской общины в Панаме. Рост индийской общины процветал благодаря строительству Гурдвары, Мандира, мечетей и храма Бахаи.

## Визы
Под управлением президента Рикардо Мартинелли правительство Панамы объявило, что по прибытии гражданам Индии, имеющим визу в США, Канаду, Австралию или любую страну в ЕС, будет выдана туристическая виза в Панаму. Визовые льготы также были предоставлены дипломатам и должностным лицам обеих стран.

## Дипломатические визиты
В ноябре 2010 года министр экономики и финансов Панамы Альберто Валарино Климент посетил Индию на встрече Всемирного экономического форума в Нью-Дели. После визита спикер парламента Индии Мейра Кумар возглавила парламентскую делегацию из 20 человек в Панаме в апреле 2011 года для участия в 124-й Ассамблее Межпарламентского союза (МС).
В 2011 и 2012 годах министры правительства Индии Сачин Пилот, Ваялар Рави и Э. Ахамед посетили Панаму. Милинд Деора посетила Панаму в начале 2013 года для завершения двустороннего соглашения о сотрудничестве между Индией и Панамой. Кроме того, обсуждались вопросы сотрудничества в области ИТ и электронного управления, кибербезопасности и обучения, а также предлагаемая ИОКИ станция слежения в Панаме.
Вице-президент Индии Венкайя Найду посетил страну с двухдневным визитом в мае 2018 года вместе с государственным министром по делам племен и другой делегацией высокого уровня, представляющей различные ветви правительства Индии. Президент Панамы Хуан Карлос Варела нарушил протокол и сопровождал вице-президента на экскурсию по Панамскому каналу. Вице-президент Найду также объявил о предоставлении кредита на общую сумму 25 млн. Долл. США для создания центров биоразнообразия, отслеживания наркотиков, а также ресурсов для развития сектора информационных технологий в Панаме, а также для расширения сферы сельского хозяйства, науки и техники, космоса, фармацевтики и Возобновляемая энергия. Они также подписали меморандум о борьбе с различными формами терроризма. Президент также подтвердил поддержку заявки Индии на постоянное членство в Совете Безопасности ООН.

## Экономические отношения
В надежде удвоить объём торговли с Латинской Америкой в течение следующих пяти лет Индия намерена расширить воздушное и морское сообщение с регионом и заключить больше соглашений о свободной торговле (ССТ). В свете продолжающегося расширения Панамского канала, Air India планирует сделать Панаму первым пунктом назначения для прямых рейсов из Индии в Латинскую Америку, и к 2014 году прямые рейсы между Нью-Дели и Панамой выполняются два раза в неделю.
Летом 2011 года крупнейшие внешние прямые иностранные инвестиции из Индии были в Панаму компанией Gammon India, которая вложила почти 2 миллиарда долларов в совместное предприятие в Панаме, Campo Puma Orient SA. Судоходная корпорация Индии (СКИ) также создала совместное предприятие в Панаме с японскими компаниями Mitsui O. S. K. Lines, NYK Line и K Line для обслуживания транспортировки сжиженного природного газа. Это делает СКИ единственной индийской судоходной компанией, которая вступила во второй бизнес по транспортировке СПГ.
Основными предметами экспорта Индии в Панаму являются текстиль, автомобили и аксессуары, железо и сталь, пластмассовые изделия, фармацевтические препараты, табачные изделия, резиновые изделия, предметы мебели и электронное оборудование. Импорт Индии из Панамы включает минеральное топливо, масла́, воски, корабли, лодки, тик и другие деревянные изделия.
В апреле 2013 года более 120 ведущих индийских компаний, представляющих различные отрасли, включая автомобили, текстиль, алмазы, электротехнические и машиностроительные товары, приняли участие в первой в истории выставке «Сделано в Индии» на Expocomer, крупнейшей ежегодной выставке в Панаме. На фоне этих растущих коммерческих связей Индия предоставила Панаме кредитную линию в размере 10 миллионов долларов США на создание Центра по изучению биоразнообразия и наркотиков в Панаме.

## Соглашения
Было подписано несколько соглашений, касающихся сотрудничества в области культуры и образования, консультаций с иностранными представительствами, взаимного сотрудничества между Институтом дипломатической службы Индии и Дипломатической академией Панамы, а также министерством сельского хозяйства Индии и министерством сельского хозяйства Панамы.